# 八帶笛鯛
八帶笛鯛，為輻鰭魚綱鱸形目鱸亞目笛鯛科的其中一種，分布於西大西洋區，從美國麻州至巴西北部海域，棲息深度2-63公尺，本魚吻長而尖，口大，上對的犬齒特別擴大，胸鰭長，肛門達到的水平，體橄欖灰色，棕色，上背部和兩側具8狹窄的白的縱帶，背鰭硬棘10枚，背鰭軟條14枚，臀鰭硬棘3枚，臀鰭軟條8枚，體長可達67.2公分，棲息在溫暖、水質清澈的珊瑚礁，成群活動，屬肉食性，以魚類、甲殼類、頭足類、腹足類等為食，可做為食用魚。